# 印度尼西亚人名
印度尼西亚人名和命名习俗反映了印度尼西亚群岛17,000多个岛屿的多元文化和多语种特性。作为世界人口排名第四的国家，印度尼西亚拥有大约365个部族民族，每个民族都有自己的文化、习俗和语言。国家正式承认的民族就多达300个以上。爪哇族是人口最多的民族，占印度尼西亚人口的40%左右，在印尼政治和文化上一直占居支配地位。受爪哇传统文化影响的印尼人不仅仅是爪哇族，也包括巽他族、万丹族等。可以说，爪哇人名最能反映印尼本土文化的痕迹。

## 敬语及头衔
在印度尼西亚，人名前面通常会冠以敬语或头衔。通常把Pak、Bapak或Saudara加在男人的名字之前，把Bu、Ibu加在女人名字之前。Pak和Bapak意为“父亲”。Bapak更加正式，与英语中的“sir”相当。Saudara（阳性）或Saudari（阴性）是另一个更加尊敬和正式的称谓。通常翻译作“亲戚”、“女士”或“先生”。Ibu意为“母亲”。如果称呼一个未知名字的男性可以称Bapak，而女性则称Ibu。对于老年男性的非正式称呼为Om（翁）、 Paman（帕曼），意为“叔叔”；对于老年女性则为Tante，意为“阿姨”。这些受到荷兰语影响的称谓通常在大城市中常用。在非正式的情况下，将姐姐或哥哥称为Kakak。在爪哇語中，Mbak用以称呼姐姐，Mas用以称呼哥哥。在苏门答腊马来或米南加保文化圈，哥哥被称为Abang。不过，也将becak（三轮车）或angkot（一种类似于出租车的出行交通工具）驾驶者、菜贩、鱼贩或沿街叫卖者称为Abang。
头衔通常分为5类：皇室或贵族世袭头衔、宗教头衔、军衔、职业头衔、学术头衔。
在某些族群中，将贵族头衔列入正式的个人名字是很常见的做法。由于各个民族中的贵族传统有所不同，特定民族以外的人士可能难以从个人名字中辨别出贵族头衔。亚齐贵族有诸如Teuku（男性，中译杜固）和Cut（女性，中译朱）的头衔。具有这种称号的名人包括Teuku Ryan、Teuku Wisnu和Cut Tari等等。万丹人有诸如Tubagus（男性）和Ratu（女性）的头衔。具有这种称号的名人包括Tubagus Ismail和Ratu Atut Khosiyah等。布吉人和望加錫人有诸如Daeng和Andi的头衔，布顿人有诸如La（男性）和 Wa（女性）的头衔，例如，La Nyalla Mattalitti或Wa Ode Nurhayati。而宗教头衔方面，举例来说，“Gus”（源自bagus）专门用以称呼具有浓厚传统和宗教特征的东爪哇人物。例如，印度尼西亚前总统阿卜杜拉赫曼·瓦希德经常被称作Gus Dur。

## 命名形式
一般来说，印度尼西亚人的名字属于以下类别之一：
- 单名（英语：Mononymous person），例如蘇卡諾和蘇哈托
- 不带姓氏的复名，例如苏西洛·班邦·尤多约诺
- 带有姓氏的复名，例如阿卜杜尔·哈里斯·纳苏蒂安和马哈亚迪·庞加贝安（英语：Mahyadi Panggabean）
- 带有父名的复名，例如梅加瓦蒂·苏加诺普特丽和阿卜杜拉赫曼·瓦希德

印度尼西亚通常不会使用姓氏，大多数印度尼西亚人也没有姓氏。他们的名字在地理和文化上都是具体的。印度尼西亚文中以“Su”（荷兰语正字法中的“Soe”）开头的名字或以“o”结尾的名字通常是爪哇族。例如，一个名为“Suprapto”（苏普拉普托）或“Soeprapto, Joko”（佐科·苏普拉普托）的人可能是爪哇族。爪哇人的名字基本上属于“纯粹本名系统” ，即没有姓氏并根据自己的喜好选择单名、双名或多名。一般情况下，爪哇人自出生就有一个名字，待成人、完婚或取得一定社会地位之后会在名字后冠以名号。如前总统苏西洛，出生时就叫Susilo，父母爱称他为Sus，待他成人后冠名班邦·尤多约诺（Bam-bang Yudhoyono）。
巴塔克人和新几内亚地区的少数部族有姓氏，但是两者的源头不同，前者是本土文化传承的体现，后者则是外来文化的影响。巴塔克人非常重视父系家族关系，祖祖辈辈沿用父姓。巴塔克人的名字一般分为两个部分，前面部分是自己的名，而后面部分是家族名称或是姓氏。常见的望族姓氏有：西图莫朗（Situmorang）、西马图庞（Simatupang）、西雷加尔（Siregar）、卢比斯（Lubis）、纳苏蒂安（Nasution）、庞加贝安（Panggabean）、丹戎（Tanjung）、哈拉哈普（Harahap）等。新几内亚地区的少数部族主要是在西方传教士到来之后，受基督教文化影响，才采用姓氏的。
虽然大都采用阿拉伯名字，但米南加保人的名字也有一定的特点。首先，他们习惯将名字写成缩写形式。例如：哈吉·阿卜杜勒·马利克·卡里姆·阿马鲁拉（Haji Abdul Malik Karim Amarullah）简写为Buya HAMKA。其次，米南人男性常用扎尔（-zal）结尾，女性用妮娅尔（-niar）结尾，如阿夫里扎尔（Afrizal）、夏夫里扎尔（Syafrizal）、德斯马妮娅尔（Desmaniar）、尤尔妮娅尔（Yulniar）等。
巴厘人名较为独特，巴厘人有一个表示出生顺序的命名系统。如老大叫Gede、Wayan、Putu或Iluh（女名）；老二叫Made、Kadek或Nengah；老三叫Nyoman或Komang；老四叫Ketut；并循环往复，老五和老九都可能也叫Gede。此外，巴厘人会在成年后冠以表示印度教种姓的名号，这使他们的名字显得非常特别。
| 种姓   | 名号 | 人名范例                                                                       |
| ------ | --- | ------------------------------------------------------------------------------ |
| 婆罗门 | 男：Ida Bagus | Ida Bagus Sudjana                                                              |
| 婆罗门 | 女：Ida Ayu、Ida Dayu | Ida Ayu Agung Mas                                                              |
| 刹帝利 | 男：Cokorda、Tjokorde、Anak Agung、Dewa、Dewa Agung、Prebagus                                                                                         | Tjokorda Gde Raka Soekawat、Anak Agung Bagus Sutedja、Cokorda Istri Mas Astiti |
| 刹帝利 | 女：Cokorda i stri 、Anak Agung i stri 、Anak Agung Ayu、Dewa Ayu                                                                                     | Tjokorda Gde Raka Soekawat、Anak Agung Bagus Sutedja、Cokorda Istri Mas Astiti |
| 吠舍   | 男：Gusti 、Gusti Ngurah | I Gusti Ngurah Bagus                                                           |
| 吠舍   | 女：Gusti Ayu、Desak | Ni Gusti Ayu Rai Puspawati                                                     |
| 首陀罗 | 首陀罗被称为Jaba（外来者），占巴厘人的85%以上。通常首陀罗没有特定冠称的，仅用“I”表示男性，“Ni”表示女性。婆罗门和刹帝利种姓一般不用“I”或“Ni”区分性别。 | I Made Putra                                                                   |

## 命名系统
大多数印度尼西亚人没有姓氏。男性和女性通常都有一个名字，然后在名字后面加上父亲的名字。部分已婚妇女还会在名字后面加上丈夫的名字。
各地区命名习俗有所区别。一些爪哇人，特别是老一辈的爪哇人通常只有单一的名字，现今的爪哇人会根据自己的喜好选择单名、双名或多名。一般情况下，爪哇人自出生就有一个名字，待成人、完婚或取得一定社会地位之后会在名字后冠以名号。如现例如第六任总统苏西洛，出生时就叫Susilo，父母爱称他为Sus，待他成人后冠名班邦·尤多约诺（Bam-bang Yudhoyono）。巴塔克人将氏族名当作姓名。一些印度尼西亚华人有着中国风格的名字。在印度尼西亚的电话簿中，以名字中的第一个或本名列出，而不是最后一个或姓氏。
甚至有国外学者认为：“几乎所有形态的命名系统，都可以在印尼境内找到。”

### 单名
例如：
孩子的名字：Hasan（哈桑）
父亲的名字：Suparman（苏帕曼）
母亲的名字：Wulandari（武兰达里）
在出生证上，孩子的名字将写为“Hasan，Suparman和Wulandari之子”。婚外出生孩子的出生证上只会显示母亲的名字。在学校文凭上，孩子的名字将被写为“Hasan，Suparman之子”。在所有其他正式证件（身份证、驾驶执照和护照）上，只出现孩子的名字“Hasan”。

### 不带姓氏的复名
例如：
孩子的名字：Hasan Prasetyo（哈桑·普拉塞蒂约）
父亲的名字：Suparman Prakoso（苏帕曼·普拉科索）
母亲的名字：Wulandari Hartono（武兰达里·哈托诺）
在出生证上，孩子的名字将写为“Hasan Prasetyo，Supanan Prakoso和Wulandari Hartono之子”，在所有其他正式证件上，写为“Hasan Prasetyo”。

### 带有姓氏的复名
如果父母想把姓氏写入在官方证件上，那么姓氏应该包含在孩子的出生证上。
例如：
孩子的名字：Hasan Herianto（哈桑·赫利安托）
父亲的名字：Suparman Herianto（苏帕尔曼·赫利安托）
母亲的名字：Wulandari Sulistyo（武兰达里·苏丽斯蒂约）
在出生证上，孩子的名字将写为“Hasan Herianto，Suparman Herianto和Wulandari Sulistyo之子”。其他官方证件上，孩子的名字将写为“Hasan Herianto”。

### 带有父名的复名
带有父名的复名通常是在父亲名字的末尾加上putra（阳性，源自梵语中的“儿子”）或putri（阴性，源自梵语中的“女儿”）。
例如：
孩子的名字：Hasan Suparmanputra（哈桑·苏帕曼普特拉）
父亲的名字：Suparman（苏帕曼）
母亲的名字：Wulandari（武兰达里）
在出生证上，孩子的名字将写为“Hasan Suparmanputra，Suparman和Wulandari之子。”其他官方证件上，孩子的名字将写为“Hasan Suparmanputra”。在冰島人姓名也使用类似的父名。
偶尔会有将父亲的名字用作姓氏，而不附加“putra”或“putri”的情况（例如：Hasan Suparman）。
也有不加putra或putri的例子，如女孩「Lumongga Anandita Helmy」（她的暱稱為Dita，對應其中間名Anandita），其中Helmy是她父親的中間名（她的父親選擇用自己的中間名用作女兒的姓氏），Lumongga是塔帕尼利人中「公主」的意思（印度尼西亞有一個模特兒Loemongga Nansanggoel Haoemasan Nasution，她的名字Loemongga Nansanggoel的意思就是「金髮公主」），而她的中間名Anandita則是來自一個印度教單詞，意思是「快樂」，所以她全名的意思是「Helmy（父親）的幸福女兒」。

## 本土以外对名字的修改
其他国家可能会修改印度尼西亚人的正式名称，以符合当地的标准。
通常在个人拥有姓氏的国家最为明显。例如，在荷兰，没有正式姓氏的人将被给予姓氏“Onbekend”（意思是“未知”）。名字中具有多个单词的个人通常会被给予这个姓氏，特别是出生证上的姓氏与父亲的姓氏不一致的人。如果姓氏与出生证上的记录不一致，具有不相同姓氏的个人也会被给予该姓氏。
参考上面的例子，荷兰身份证会将个人姓名记录为：
例1：Hasan Onbekend
例2：Hasan Prasetyo Onbekend
例3：Hasan Herianto
例4：Hasan Suparmanputra Onbekend
對於女孩名字Lumongga Anandita Helmy的例子，荷蘭身份證會記錄為有四個字的名字「Lumongga Anandita Helmy Onbekend」，因為Helmy並非她父親的姓氏，而是她父親的中間名，所以不能算作正式姓氏。
在德国，如果是单名（如Hasan），则此名会同时被用作本名和姓氏。通常在官方证件中记录为“Hasan Hasan”或“H. Hasan”。
在美国，有三种方法记录单名。一种方法是使用现有的单名作为姓氏：官方机构会在单名的基础上添加“Fnu”（英文first name unknown的缩写）作为名字。这可能导致误区，即“Fnu”是印度尼西亚的一个常见人名。相反，现有的单名可以用作本名，而在本名的基础上添加Lnu（英文last name unknown的缩写）作为姓氏。此举可能导致人们将“Lnu”误以为是印度尼西亚的一个常见姓氏。在某些案件中，“Fnu”被用作姓氏。最后一种方法则是，重复记录现有单名作为名字和姓氏，例如“Hasan Hasan”。

## 名字的起源
印度尼西亚人的名字起源多种多样。以爪哇人为例，爪哇人取名会采用基于出生顺序的数词、集市日中的日子、印度教的神明和勇士、哇扬戏里的印度神话人物、自然现象等等。其中，爪哇历中的集市日总共5天，与现行的星期制的7天相比有所区别。
| 集市日名称 | 人名范例         |
| ---------- | ---------------- |
| Legi       | Legiman          |
| Pahing     | Djoko Pahing     |
| Pon        | Poniman          |
| Wagé       | R.Wage Supratman |
| Kliwon     | Tukliwon         |

### 当地姓氏
一些族群或部落保有氏族名或姓氏。其中包括：
- 亞齊特區阿拉斯人（英语：Alas people），例如Keruas、Kepale Dese或Pagan。
- 蘇門答臘巴塔克人，例如Nasution、Hutagaol、Sitompul、Karokaro、Rajagukguk或Sinaga。
- 尼亞斯人或苏门答腊西海岸的岛民，例Amuata、Falakhi、Laoly、Marunduri、Ote或Wau。
- 蘇門答臘的米南佳保人，例如Bodi、Caniago、Sikumbang、Koto或Piliang。

- 楠榜省的部落，例如Badak、Limau、Gunungalip或Way Tube。
- 巴达维族（英语：Betawi people）基督徒，例如Baidan、Djaim或Senen。
- 爪哇族与爪哇岛巽他族中的王族或贵族，例如Sastrowardoyo、Djojohadikusumo或Natalegawa。
- 加里曼丹達雅族，例如Belawan、Manuwu、Ngayoh、Kuntai或Unus。
- 万鸦老和北苏拉威西省部分地区的米纳哈萨人（英语：Minahasan people），例如Ratulangi、Gerungan、Sondakh、Mongilong、Waworuntu或Tambayong。
- 北苏拉威西省的桑义赫人（英语：Sangirese people），例如Mohede、Sahanaya或Palar。
- 南苏拉威西省托拉查人，例如Batusura、Lumba、Rambulangi或Manganan。
- 摩鹿加群岛部落，例如Malaiholo、Hehamahua、Sahanaya或Sahilatua。
- 東努沙登加拉省部落，例如Hurek、Riberu、Fernandez、da Costa、da Gama、Lamaborak或Leyn。
- 西巴布亚部落，例如Suebu、Maniani、Wanggai或Wonda。

### 源自梵语的名字
无论信仰何种宗教，印度尼西亚人特别是爪哇族、巽他族和峇里人都可能有源自梵文的名字。这是因为印度神话被视为不仅是宗教的一部分，而且还是印度尼西亚文化的一部分。因此，印度尼西亚穆斯林或基督徒有一个与印度教相关的名字很寻常。与泰語人名和高棉语人名中源自梵文的名字不同，在爪哇语和印度尼西亚语中，除了将“v”改为“w”外，此类名字的发音更加接近梵语。
某些常见的名字起源自梵语，借用了印度教众神或英雄的名字，其中包括：因陀羅、黑天、毗湿奴、蘇利耶、达摩、羅摩、羅什曼那、释迦牟尼（爪哇语写法为Sudarto，即悉达多）、提毗、頗哩提毗、斯里、悉多、拉特那、波罗密和库马拉。
例如，前总统苏西洛·班邦·尤多约诺（Susilo Bambang Yudhoyono）就有一个源自梵语的名字。“Susilo”源自sushila，意为“优良品德”；而"Yudhoyono"则源自yudha，意为战争或战斗；yana意为“一个史诗般的故事”。蘇卡諾（Sukarno）中的“苏”（su）意为“好”，“卡诺”（karno）或“卡纳”（Karna，即迦爾納）则是《摩诃婆罗多》中的勇士。
其中一些梵语名字会被被ningrat或menak的贵族使用，尤其是爪哇族和巽他族中，与西方文化中的一些表示血统和尊贵的姓氏类似。这类名字包括Adiningrat、Notonegoro、Suryasumantri、Dharmokusumo、Wongsoatmodjo、Natalegawa、Kusumaatmadja、Kartadibrata、Kartapranata和Kartasasmita。就印度尼西亚外交部长马提·纳塔莱加瓦（Marty Natalegawa）而言，“Marty”是他的名字，表明他在3月份出生。“Natalegawa”是他的姓氏，表明他来自一个巽他贵族家庭。
许多爪哇族使用古爪哇语数词（借用自梵语）表明他们在兄弟姐妹之间的位置（即出生顺序），有时候，数词末尾的o也可以写为a。
| 数词（梵语借词） | 释义 | 人名范例            |
| ---------------- | ---- | ------------------- |
| Eko              | 一   | Eko Yuli Irawan     |
| Dwi              | 二   | Rizky Dwi Ramadhana |
| Tri              | 三   | Triwibowo           |
| Catur            | 四   | Catur Pamungkas     |
| Ponco            | 五   | Poncogimo           |
| Sad              | 六   | Sadirin             |
| Sapto            | 七   | Sapto Raharjo       |
| Hasto            | 八   | Hastomo Arbi        |
| Nowo             | 九   | Nowo Murtiyanto     |
| Doso             | 十   | Doso                |

### 华人的名字
在苏哈托总统的统治下，印度尼西亚企图解构所有可能威胁国内安全的组织和团体。作为限制华人共产主义者以及促进华人同化政策的一部分，国家要求华人对其名字做出印尼化的改变。虽然名字改了，但是在法律上华人地位依旧与印尼的土著居民有所区别。例如，印度尼西亚的商人林绍良将其本来的名字Liem Sioe Liong改为印尼风格的Sudono Salim（苏多诺·萨利姆）。随着苏哈托的垮台，新出台的法律允许华人改回自己本来的姓氏。
许多华人后生都有印尼式的名字，而其他人也保留了其中文式的名和姓。按照华人名字的传统，姓一般置于名之前。

### 阿拉伯名字
由于伊斯兰教是印度尼西亚信众最多的宗教，所以阿拉伯语词汇在人名中的运用很常见。流行的阿拉伯名字包括：穆罕默德、阿卜杜勒、阿里、埃米爾、安妮莎、艾莎、阿齐兹、艾哈迈德、哈桑、哈比比、希达雅特、易卜拉欣、努尔、努鲁尔、拉赫曼、陶菲克和奥马尔。诸如此类的名字被非阿拉伯裔的印尼人所用作名字或姓氏。深受伊斯兰文化影响的民族，例如亞齊人、马来族、米南佳保人、巴达维人和布吉人倾向于使用阿拉伯名字。例如，印度尼西亚政治家杜库·默罕默德·哈桑（亚齐人）和穆罕默德·哈达（米南佳保人）都是用的阿拉伯名字。
阿拉伯人很早就开始移居印度尼西亚，他们的后裔始终使用着他们的家族名，例如，Assegaf、Alhabsyi或Shihab。
“Maysaroh”是一个常见的巴达维女子姓名，然而在阿拉伯国家，该名字则通常是男性的名字。可能是被源自Sarah（撒拉）的Saroh所误导。

### 西式名字
西式名字被葡萄牙人和后来的荷兰人带到印度尼西亚。源自荷兰语的名字包括亨利（Henry）、阿古斯（Agus）、约翰（Johan）、安德里（Andri）、安托（Anto）或安东尼厄斯（Antonius）、西斯卡（Siska）、罗尼（Roni）、约诺（Jono）、里斯卡（Riska）、苏珊娜（Suzanna）、里安（Rian）和马库斯（Markus）。这些名字常见于爪哇岛的穆斯林和基督徒。
印度尼西亚的天主教徒会使用拉丁语名字，如安东尼厄斯（Antonius），伊格纳修斯（Ignatius），约翰内斯（Johannes），马库斯（Markus），保罗斯（Paulus），阿纳斯塔西娅（Anastasia），弗兰西斯卡（Fransiska），玛丽亚（Maria），乔治乌斯（Georgius）和特蕾西亚（Theresia）。新教徒可能会使用安东尼（Anthony）、马丁（Martin）、乔治（George）、詹姆斯（James）、约翰（John）、保罗（Paul）、卡罗琳（Caroline）、伊娃（Eva）、斯蒂芬妮（Stephanie）、玛丽（Mary）或梅琳达（Melinda）等英国化的名字。
而天主教徒和穆斯林名字之间有一些相似之处，如法蒂玛、奥马尔、苏拉娅（Soraya）。
由于全球化的影响，印度尼西亚非基督徒可能会使用缩短的西式名字，如考特尼（Courtney），托尼（Tony）或朱莉（Julie）。
也有人取西印结合的名字，例如“Ricky Hidayat”（西式+阿拉伯式）或“Lucy Wiryono”（西式+爪哇式）。还有人将西式名字的拼写本土化，如将Antony写为Antoni，Jonny写成Joni，Mary写成Mari，Stephanie写成Stefani。
源自西方的名字可能代表出生月份，例如：
- 一月：Januri（阳性）、Yanuar（阳性）。比如：Yanuar Tri Firmanda（英语：Yanuar Tri Firmanda）。
- 二月：通常以词头Febr-出现，例如：Febriyanto Wijaya（英语：Febriyanto Wijaya）。
- 三月：Marti（来自印尼语表示三月的词汇Maret，起源自荷蘭語Maart），例如：Marty Natalegawa。
- 四月：通常为前缀“Afri-”或“Apri-”，例如Aprilia Yuswandari（中译阿普里利娅·尤斯万达里）。
- 五月：Mei或诸如Meilanie、Meiliana、Meiliani（均为阴性）等衍生的名字，例如：梅利亚娜·乔哈里（Meiliana Jauhari）。
- 六月：Yuni（阴性）或诸如Yuniar（阴性）、Yuniarti（阴性）、Yuniarto（阳性）等衍生的名字，例如：Yuni Shara（中译尤妮·莎拉（英语：Yuni Shara））。
- 七月：通常为前缀Juli-或Yuli-，例如Alvent Yulianto（中译阿尔文特·尤利安托·钱德拉）。
- 八月：Agus（中性）或诸如Agustin（中性）、Agustina（阴性）、Agustinus（阳性，通常为印度尼西亚天主教徒所用），例如：Agus Ngaimin（英语：Agus Ngaimin）。
- 九月：通常为前缀Seft-或Sept-，例如：Seftia Hadi（英语：Seftia Hadi）。
- 十月：通常为前缀Oct-或Okt-，例如：Yati Octavia（英语：Yati Octavia）。
- 十一月：通常为前缀Nov-，例如：Novita Dewi（英语：Novita Dewi）。
- 十二月：Deasy、Desi或Dessy（均为阴性），例如Desi Anwar（英语：Desi Anwar）。

### 父姓
印度尼西亚的父姓通常是在父亲名字的末尾加上putra （阳性）或putri（阴性）构成。前总统梅加瓦蒂·苏加诺普特丽的父亲是苏加诺。然而，将父亲名字单独作为姓氏的做法也很常见，例如，父亲全名Ahmad Sudharma，儿子全名Ali Ahmad。

### 母姓
西苏门答腊的米南佳保人是世界上最大的母系文化族群，也是印度尼西亚第四大族群。部落、家族的管理权、财产和名字都是传授给女性为主。

## 昵称
用其全名中的前名来指代某个印尼人是不常见的，而且被认为是粗鲁的，除非这个名字只有一个或两个音节。例如印度尼西亚前总统阿卜杜拉赫曼·瓦希德的前名Abdurrahman会被缩写作Dur。许多印度尼西亚人使用不同的名字，例如，一个本名“Khadijah”的女人，在朋友或者家人中的名字是"Ida"或"Ijah"。
‘
在巽他族文化中，将昵称作为首名融入全名里的做法比较常见。例如，出生证上的名字“Komariah”、“Gunawan”或“Suryana”会被改为昵称“Kokom”（对应“Komariah”）、“Gugun”或“Wawan”（对应“Gunawan”）、“Yaya”或“Nana”（对应“Suryana”）。结果就产生了诸如“Kokom Komariah”、“Wawan Gunawan”和“Nana Suryana”等押韵的名字。拥有这类名字的知名人士包括政治家阿古姆·古默拉尔（Agum Gumelar）、喜剧演员Entis Sutisna和运动员Ajat Sudrajat。
印度尼西亚人也可能会取一个西式的昵称，诸如凯文、肯尼、汤米、吉米、瑞奇、迪基、鲍勃、尼基、尼科、苏西、塔蒂、露西、南希、玛丽等等。这不一定意味着他们的名字是托马斯（对应昵称“汤米”）或詹姆斯（对应昵称“吉米”）。例如，苏哈托的儿子胡马托·曼达拉普特拉（Humtomo Mandalaputra）被普遍称为“汤米·苏哈托”（Tommy Suharto）。这里的“汤米”不是来自“托马斯”，而是来自爪哇名字“胡托莫”（Hutomo）。

## 索引
根据《芝加哥格式手册》，对印度尼西亚人名的索引根据个人惯例和风俗而有所不同。如果只有一个单名，则只能在该单名下进行索引。如果姓氏是首先印出来的，姓氏下面的索引不用逗号也不用倒置。

### 引用
1. 1 2 3 4 5 6 7  陈扬. . 东南亚研究. 2011, (5).
2. ↑  Cathie, Draine; Barbara, Hall. . Graphic Arts Center Publishing Company. 1991: 86.
3. ↑  Kisah di balik nama “Lumongga Anandita Helmy”
4. ↑   (PDF).   [2017-08-16]. （原始内容存档 (PDF)于2019-10-23）.
5. ↑  "Indexes: A Chapter from The Chicago Manual of Style （页面存档备份，存于）." 芝加哥格式手册. Retrieved on December 23, 2014. p. 25 (PDF document p. 27).